# 阿德穆什鄉
46°18′N 24°14′E / 46.300°N 24.233°E
阿德穆什鄉（羅馬尼亞語：Comuna Adămuș, Mureș），是羅馬尼亞的鄉份，位於該國中部，由穆列什縣負責管轄，面積81平方公里，海拔高度290米，2007年人口6,036，人口密度每平方公里74人。